# 葉伯琦
葉伯琦（Pochi Yeh）是美國加州大學聖塔芭芭拉分校電機電腦系教授與台灣交通大學講座教授（合聘）。

## 學歷
- 1973- 1977 ： 美國加州理工學院物理系博士
- 1973- 1975 ： 美國加州理工學院物理系碩士
- 1967- 1971 ： 國立台灣大學物理系學士

## 經歷
- 1990- 目前 ： 加州大學聖塔芭芭拉分校電機電腦系教授
- 1987- 目前 ： 國立交通大學光電工程研究所兼任教授
- 2004- 目前 ： 國立交通大學講座教授[2]
- 2010- 目前 ： 國立交通大學臺南分部光電學院院長
- 1989 ： 加州大學聖塔芭芭拉分校電機電腦系訪問教授
- 1985- 1990 ： 美國洛克威爾國際科學中心首席科學家
- 1977- 1990 ： 美國洛克威爾國際科學中心光資訊部門執行經理

## 曾獲榮譽
- 美國光學學會會士 （Optical Society of America Fellow， 1988）
- 電子電機工程學會會士 （IEEE Fellow， 1991）
- 洛克威爾科學中心達文西傑出工程師獎 （Leonardo da Vinci Award， Engineering of the Year 1985）
- 國際光學工程學會金氏獎 （Rudolf Kingslake Medal and Prize， 1989）
- 國科會邀請講席 （1990）
- 李國鼎金開英講座教授 （1993， 1995， 1997）
- 中華光電學會會士 （Photonic Society of Chinese America fellow， 1995）

## 著作
- Optical Waves in Crystals, Wiley l984
- Optical Waves in Layered Media，Wiley l988
- Introduction to Photorefractive Nonlinear Optics，Wiley l993
- Optics Of Liquid Crystal Displays, Wiley l999
- Photonics: Optical electronics for modern communications，Oxford University Press 2006